# جائزة دبي للجودة
جائزة دبي للجودة تأسست عام 1994 بتوجيهات من الشيخ محمد بن راشد آل مكتوم بهدف تحفيز القطاع الخاص والجهات المختلفة في دبي على تطبيق مفاهيم ومبادئ الجودة في جميع عملياتها وإجراءاتها، وتحفيزها على تقديم خدمات ومنتجات عالية الجودة، تلبي رغبات وتوقعات العملاء. وتستند الجائزة إلى نموذج التميز المعتمد لدى المؤسسة الأوروبية لإدارة الجودة (EFQM).
تتبع الجائزة دائرة التنمية الاقتصادية في دبي، وتولى محمد عبدالله القرقاوي تأسيس الجائزة وشغل منصب أول أمين عام وأول منسق لها.

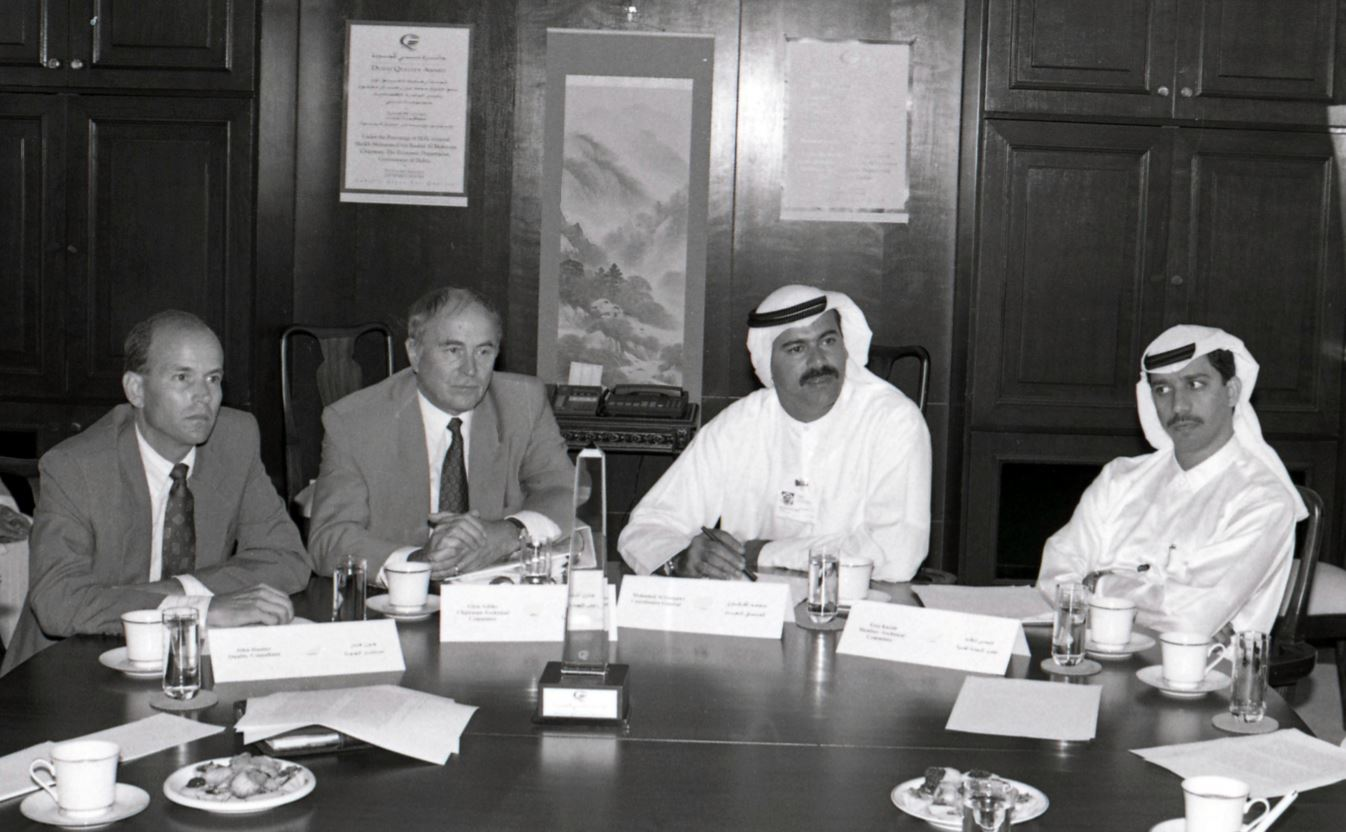
اجتماع القائمين على جائزة دبي للجودة في دائرة التنمية الاقتصادية بدبي بحضور محمد القرقاوي أمين عام الجائزة وأول منسق عام لها وعيسى كاظم نائب المنسق العام للجائزة عام 1995

## أهداف الجائزة
يشكل تعزيز مفهوم الجودة والتميز خارطة الطريق للمنظمات والأفراد وهو أساس لاستدامة الأعمال، وانطلاقاً من هذا المبدأ، تهدف الجائزة لـ:
- تقديم إطار عمل شامل للتميز المؤسسي.
- تكريم المؤسسات المتميزة على خدماتها.
- توفير أداةً للمؤسسات لتقييم الأداء وتوثيق الفجوات الحالية.
- تزويد المؤسسات بخارطة طريق لتحقيق التميز من خلال تبني ممارسات جيدة ومناهج مبنية على أسس سليمة تُستخدم بشكل منهجي ويتم قياسها ومراجعتها بشكل مستمر.[3]

## فئات الجائزة
تضم جائزة دبي للجودة أربع فئات وهي:
- جائزة دبي التقديرية للجودة (DQAA)
- جائزة دبي للجودة (DQA)
- جائزة دبي الذهبية للجودة (DQGA)
- جائزة دبي العالمية للجودة (DQA-G)

## معايير الجائزة
تستند معايير الجائزة إلى نموذج التميز الخاص بالمؤسسة الأوروبية لإدارة الجودة EFQM ، والذي يشكل إطار عمل غير توصيفي مبني على تسعة معايير؛ خمسة منها «ممكنات»، وأربعة منها «نتائج». وتغطي معايير «الممكنات» ما تقوم به أية مؤسسة وكيفية القيام به. بينما تغطي معايير «النتائج» ما تحققه أية مؤسسة. و «النتائج» تأتي نتاجاً لـ «الممكنات». ويتم تحسين «الممكنات» من خلال تقييم «النتائج».
وبالنسبة لآلية تقييم الجهات المشاركة في جائزة دبي للجودة، تقوم مجموعة من الخبراء والمحكمين تقوم بمراجعة مشاركات المتقدمين بالجائزة ومقارنتها بالمعايير التي وضعتها سكرتارية جائزة دبي للجودة التي تقتدي بدورها بالمعايير المعتمدة من قبل /المؤسسة الأوروبية لإدارة الجودة/ التي تعد واحدة من أفضل معايير وأنظمة تقدير وإدارة الجودة على مستوى العالم.
وترفع هيئة التحكيم بعد ذلك قائمة المرشحين مع التوصيات إلى اللجنة العليا التي تتكون من مسؤولين حكوميين كبار ورجال أعمال بارزين وعدد آخر من الخبراء التي ترفع بدورها القائمة النهائية للفائزين إلى الشيخ محمد بن راشد آل مكتوم للمصادقة عليها واعتمادها.

## محكمو الجائزة
منذ 1994، دربت جائزة دبي للجودة ما يزيد عن 2500 مسئول تنفيذي من المؤسسات الرائدة في جميع أنحاء دولة الإمارات العربية المتحدة كي يكونوا خبراء تقييم للجائزة. ويلعب المحكمون دوراً محورياً، فبعيداً عن مهمة تقييم الشركات المتقدمة، يقومون كذلك بتطبيق نموذج الجائزة في مؤسسة كل منهم على حدة. وفي كل عام، يقوم فريق الجائزة باختيار مجموعة إضافية من المحكمين وذلك لإدراج المهارات والخبرات الجديدة على عملية التقييم.وعادةً ما يتم اختيار محكمي الجائزة من كبار المدراء والمدراء التنفيذيين العاملين بشركات القطاعين العام والخاص بمختلف القطاعات في دولة الإمارات، والذين يملكون خبرة تزيد عن 10 سنوات. ويحصل المحكمون على تدريب يتضمن برنامج تحضيري تليه دورة تدريبية مكثفة لمدة ثلاث أيام. وعند نجاحهم في اجتياز التدريب، يتأهلون للقيام بدور خبراء تقييم الجائزة.

## القطاعات الرئيسية للجائزة
تمنح الجوائز للشركات والمؤسسات العاملة في دبي في القطاعات التي تلعب دوراً في دعم اقتصاد دبي، بما في ذلك: الصناعات، والخدمات، والسياحة، وأعمال الإنشاء، والمالي، ومجلس الأعمال، والرعاية الصحية، والتعليم، والعقارات، والتجزئة، والإعلام، واللوجستية، والمواصلات، والتجارة، والمناطق الحرة، والمهني.  وفي عام 2013، أضافت جائزة دبي للجودة قطاع الاقتصاد الإسلامي، الذي أطلقه صاحب السمو الشيخ محمد بن راشد آل مكتوم نائب رئيس الدولة، رئيس مجلس الوزراء حاكم دبي، مؤخراً، إلى قائمة الجوائز نظراً لأهمية هذا القطاع الحيوي ومساهمته في رؤية دبي التنموية، ومواكبة توجهات القيادة الرشيدة في تعزيز مثل هذه القطاعات نحو تحقيق المزيد من الأداء المتميز والجودة. 

## الجوائز
نظراً لإسهاماتها البارزة في الارتقاء بمفاهيم ومعايير الجودة لدى الجهات المختلف، تمكنت الجائزة من نيل جائزة أفضل تجربة إدارية في برنامج دبي للأداء الحكومي المتميز لعام 1999. 